# FirstGroup
FirstGroup PLC, kurz First, ist ein britisches Transportunternehmen, das in Großbritannien und Irland Eisenbahnen, Straßenbahnen und Busse betreibt. Zeitweise war die FirstGroup auch in Nordamerika und Deutschland aktiv. Sitz des Unternehmens ist Aberdeen in Schottland. Es ist Teil des FTSE 100.
Im Geschäftsjahr 2024 (April 2023 bis März 2024) verbuchte die FirstGroup einen Umsatz von 4,715 Milliarden Pfund und beschäftigte rund 30.000 Mitarbeiter. 2007, als die FirstGroup auch noch in Nordamerika tätig war, verzeichnete sie 6 Milliarden Pfund Umsatz und etwa 124.000 Mitarbeiter.
Die britische Bussparte der FirstGroup, First Bus, beförderte im Geschäftsjahr 2024 424,4 Millionen Fahrgäste; die britische Bahnsparte First Rail im selben Berichtszeitraum April 2023 bis März 2024 274,3 Millionen Fahrgäste (2023: 263,4 Millionen). 2007 verzeichnete die First Group aus allen Ländermärkten in Summe rund 2,5 Milliarden Fahrgäste.

## Geschichte

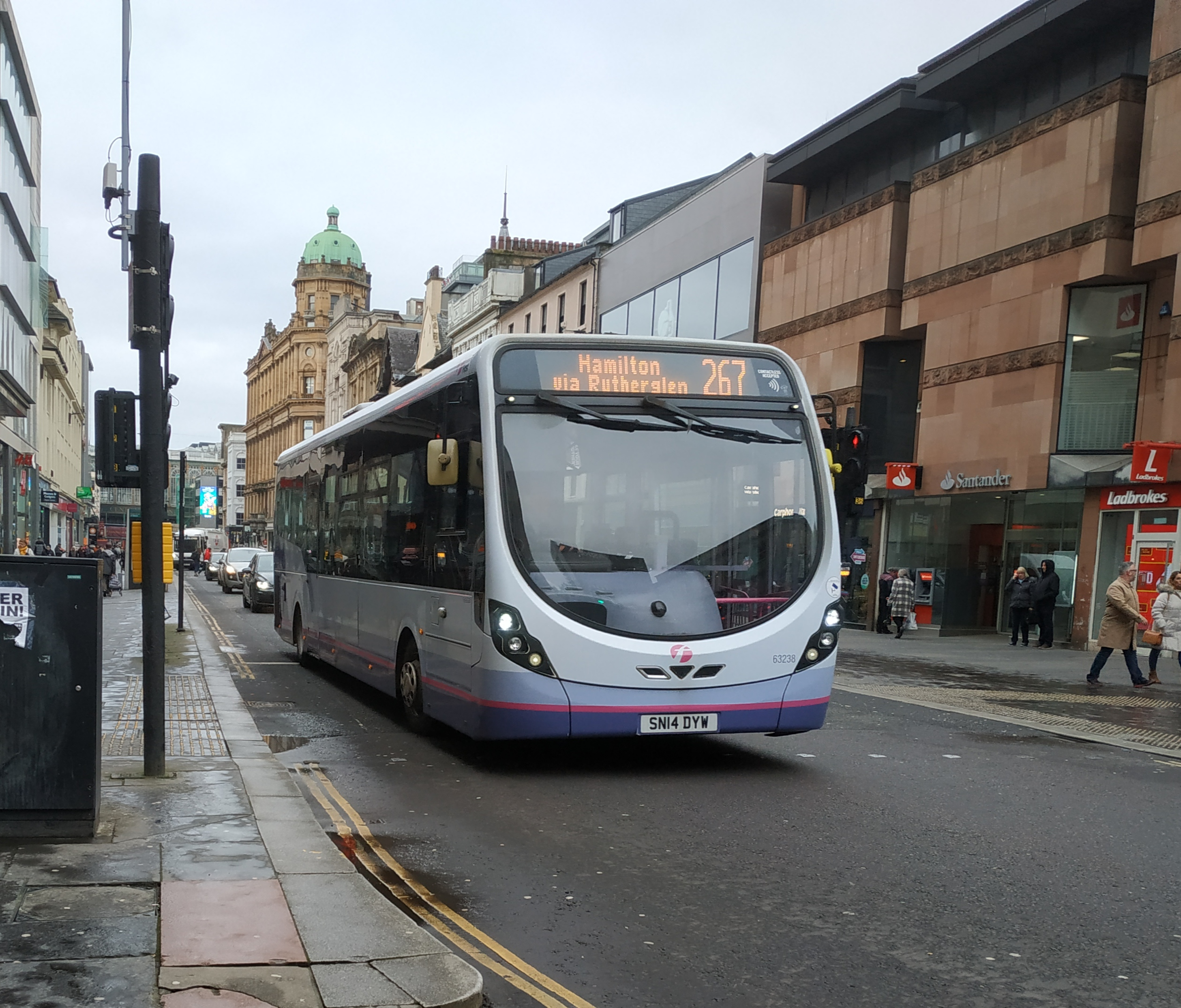
Ein Bus der First Glasgow in Glasgow

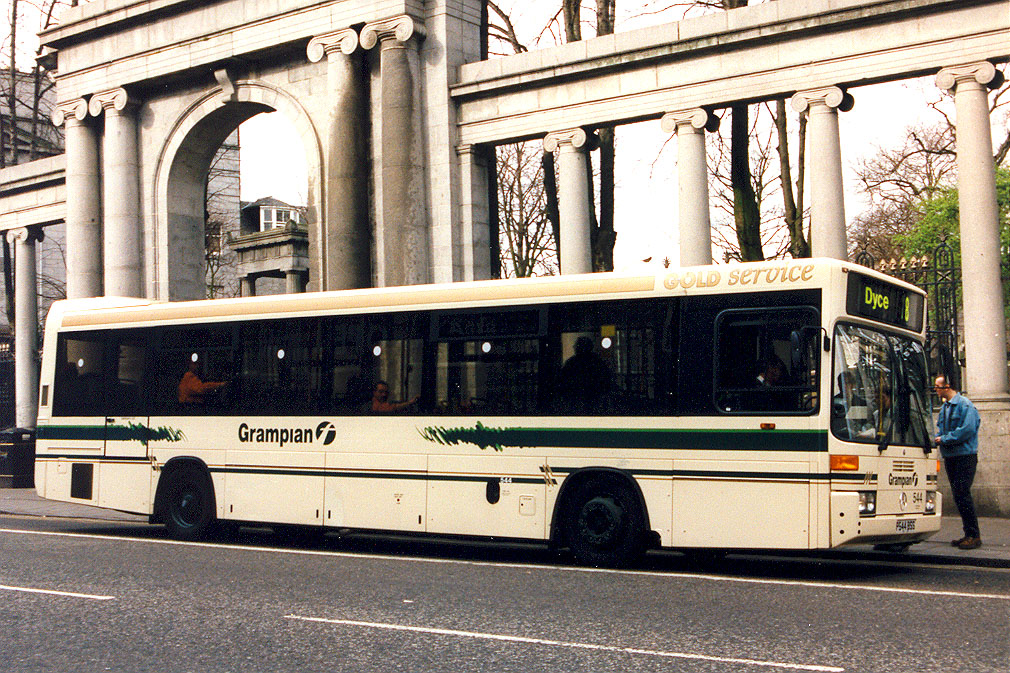
Ein noch mit Namen des Vorgängerunternehmens beschrifteter Linienbus von First in Aberdeen (1998)

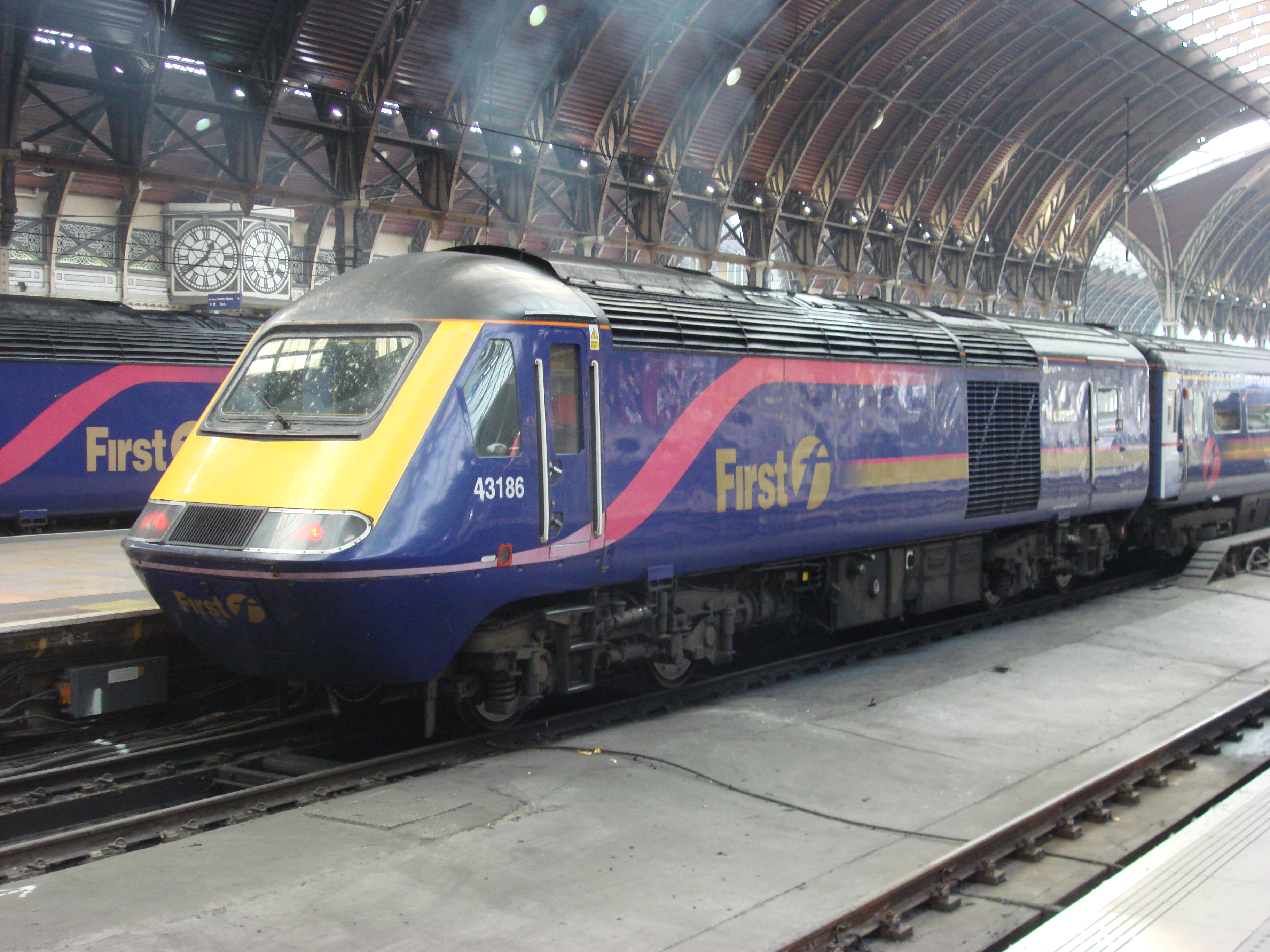
First-Great-Western-Zug im Londoner Bahnhof Paddington

Das Unternehmen wurde im Juni 1995 unter dem Namen FirstBus gegründet und entstand durch die Fusion der in Bristol ansässigen Badgerline Group mit der von Aberdeen aus operierenden GRT Group. Firmensitz des neuen Unternehmens wurde Aberdeen. Die Vorgängerunternehmen waren infolge der 1986 durchgeführten Deregulierung des britischen Omnibusmarktes entstanden und vereinten jeweils die Aktivitäten von verschiedenen Busunternehmen in Großbritannien, bei denen es sich meist um privatisierte, ehemals in öffentlichem Besitz befindliche Betriebe handelte.
Als das Unternehmen 1998 nach der Privatisierung von British Rail im Eisenbahnpersonenverkehr tätig wurde, folgte die Umbenennung in FirstGroup. First gewann das Franchise der Great-Eastern-Strecken und kaufte das in Swindon ansässige Unternehmen Great Western Trains, das die Great-Western- und North-Western-Franchises hielt. Zur gleichen Zeit übernahm man eine Mehrheitsbeteiligung am Flughafen Bristol, die jedoch 2001 wieder abgestoßen wurde. Seit 2000 führt First den Betrieb der Straßenbahn Croydon in Groß-London unter dem Namen Tramlink durch, des Weiteren kamen 2003 durch eine Übernahme die Eisenbahnverkehrsunternehmen Hull Trains und GB Railfreight zu First. Mit GB Railfreight wurde First erstmals auch im Güterverkehr tätig.
Im Bussektor expandierte das Unternehmen 1998 nach Hongkong, wo man eine Minderheitsbeteiligung am neu gegründeten Unternehmen New World First Bus hielt. First verkaufte diese Anteile Ende 2000, expandierte gleichzeitig jedoch durch den Zukauf weiterer Busunternehmen in Großbritannien sowie in Nordamerika, wo man vor allem im Betrieb gelber Schulbusse tätig wurde. 2003 erfolgte der Kauf des in Dublin ansässigen Unternehmens Aircoach, mit dem First erstmals in Irland tätig war.
Auf der Schiene gewann man 2004 das ScotRail-Franchise, das den überwiegenden Teil des Eisenbahnverkehrs in Schottland umfasst. Gleichzeitig nahm man zusammen mit der französischen Keolis-Gruppe den Betrieb des neu gebildeten Franchises TransPennine Express auf, das aus Teilen mehrerer bestehender Franchises entstand und überregionale Direktverbindungen im Norden Englands anbietet. Allerdings verlor man im gleichen Jahr die Franchises North Western und Great Eastern bei deren Neuausschreibung an Konkurrenten. Seit 2005 bietet First in Zusammenarbeit mit BAA eine als Heathrow Connect bezeichnete Verbindung zwischen dem Flughafen London Heathrow und dem Bahnhof Paddington in der Londoner Innenstadt an. Im Rahmen weiterer Ausschreibungen erhielt man 2006 ein neues, als First Capital Connect betriebenes Franchise und konnte den in seinem Umfang erweiterten Great-Western-Betrieb verteidigen.
Im Februar 2007 gab First bekannt, das in den USA ansässige Unternehmen Laidlaw International übernehmen zu wollen, das dort landesweit Fernlinienbusse und Schulbusse betreibt. Die Übernahme, die im Oktober gleichen Jahres genehmigt wurde, umfasst auch eine Beteiligung an Greyhound Lines, dem größten Busunternehmen in den USA. Ebenfalls 2007 stieg First in den deutschen Markt ein, wo im Mai des Jahres das Busunternehmen Merl aus Speyer mitsamt seinen Beteiligungen übernommen und in FirstGroup Rhein-Neckar umbenannt wurde. Bereits im September 2011 wurde das deutsche Tochterunternehmen samt seiner Beteiligungen an die Marwyn European Transport verkauft und in BRH Viabus GmbH umfirmiert. MET und Viabus haben im Jahr 2019 Insolvenz angemeldet.
Ab April 2015 hat die FirstGroup das ScotRail-Franchise an Abellio verloren.
Im Juli 2021 wurde der Verkauf der in Nordamerika, Panama und Indien tätigen FirstGroup-Gesellschaften First Transit und First Student an EQT Infrastructure abgeschlossen. Im Oktober 2022 vereinbarten EQT und Transdev die Übernahme von First Transit durch Transdev, die am 7. März 2023 abgeschlossen wurde. Am 21. Oktober 2021 verkaufte die FirstGroup ihre US-amerikanische Tochtergesellschaft Greyhound Lines, Inc., an die Neptune Holding Inc., ein Tochterunternehmen von FlixMobility. Die FirstGroup ist seit dem Verkauf dieser Unternehmen nicht mehr in Nordamerika aktiv.

## Schienenverkehr in Großbritannien
First betreibt in Großbritannien fünf Bahnunternehmen, die im Personenverkehr auf dem nationalen Eisenbahnnetz tätig sind. Darüber hinaus gehört ein Straßenbahnbetrieb zur Unternehmensgruppe.

### Personenverkehr
- Avanti West Coast (70 % FirstGroup, 30 % Trenitalia)
- Great Western Railway (bis 2015 als First Great Western; London–Bristol–Wales/Cornwall sowie Nebenstrecken)
- South Western Railway (70 % First Group, 30 % MTR Corporation)
- Hull Trains (bis 2015 als First Hull Trains; London–Hull–Beverley)
- Lumo (London–Edinburgh)

Die drei erstgenannten Unternehmen bedienen von der britischen Regierung vergebene Franchises, während Hull Trains und Lumo unabhängige, sogenannte Open Access-Unternehmen sind.

### Straßenbahnen
- Tramlink (Straßenbahn Croydon)

### Ehemalige Bahngesellschaften
- First Capital Connect (2006–2014)
- First GBRf (Güterverkehrsanbieter; 2003–2010)
- First Great Eastern (1997–2004)
- First North Western (1997–2004)
- First ScotRail (2004–2015)
- First TransPennine Express (2004–2016)
- TransPennine Express (2016–2023)

## Busverkehr

### Großbritannien

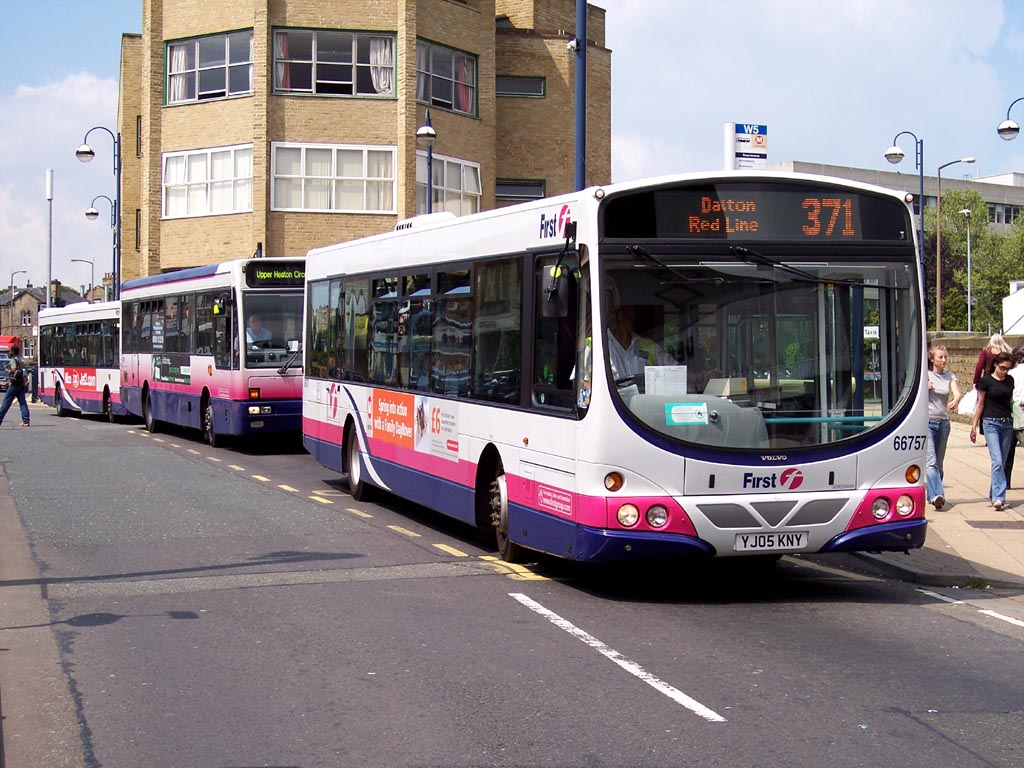
Linienbusse von First West Yorkshire in Huddersfield

First ist das größte Busunternehmen in Großbritannien und bedient mehr als ein Fünftel des gesamten Busverkehrs des Landes. First ist in mehr als 40 Städten aktiv und befördert dabei mit einer Flotte von fast 9.000 Bussen täglich 2,9 Millionen Fahrgäste. Im Einzelnen gehören folgende Betriebe zur Unternehmensgruppe, die zumeist nach ihrem Bedienungsgebiet benannt sind:
| - First Aberdeen - First Berkshire - First Bristol - First Cheshire & The Wirral - First Cymru (Wales) - First Devon & Cornwall - First Eastern Counties (East Anglia) - First Edinburgh - First Essex - First Glasgow |  | - First Hampshire & Dorset - First Leicester - First London - First Manchester - First Northampton - First Somerset & Avon - First South Yorkshire - First West Yorkshire - First Wyvern (Herefordshire und Worcestershire) - First York |

### Irland
- Aircoach (Zubringer- und Parkplatzverkehre zum Flughafen Dublin)

### Nordamerika (ehemalig)

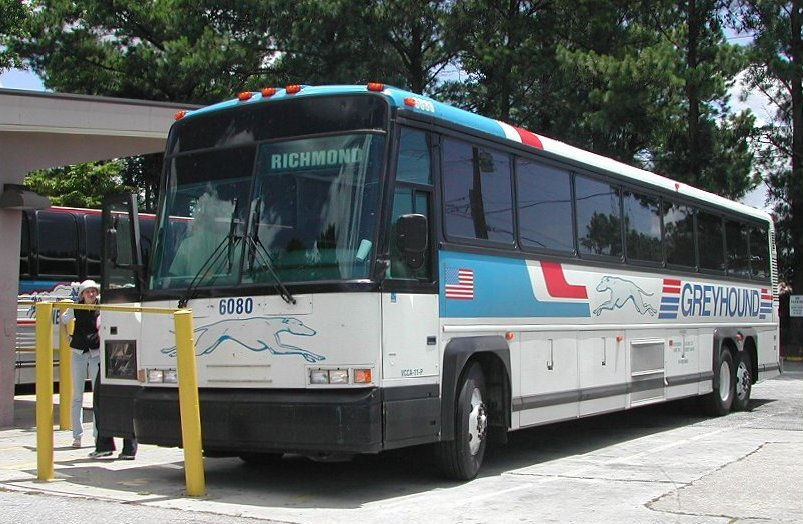
Greyhound-Bus

In Nordamerika war First unter dem Namen FirstGroup America aktiv. Die Tochtergesellschaft, die in den USA und in Kanada tätig war, hatte ihren Hauptsitz in Cincinnati und setzte sich aus den folgenden Geschäftsbereichen zusammen:
- First Transit (öffentlicher Busverkehr in über 50 Städten, darunter Denver, Houston und Los Angeles)
- First Student (Schulbusse in den USA)
  - FirstBus Canada (Schulbusse in Kanada)
- First Services (Wartungsarbeiten für die eigene Busflotte und für externe Kunden)
- Greyhound Lines (Fernlinienbusse)
- Greyhound Canada (Fernlinienbusse)

First Transit wurde nach der im 2021 erfolgten Übernahme durch EQT im März 2023 an die Transdev Group verkauft und in deren Organisation integriert. First Student tritt auch 2024 noch unter diesem Namen auf, ist aber als Unternehmen der EQT nicht mehr mit der FirstGroup verbunden. Die Greyhound-Unternehmen sind unter dem Dach der Flix SE weiterhin mit der Marke Greyhound aktiv.

## Marktauftritt

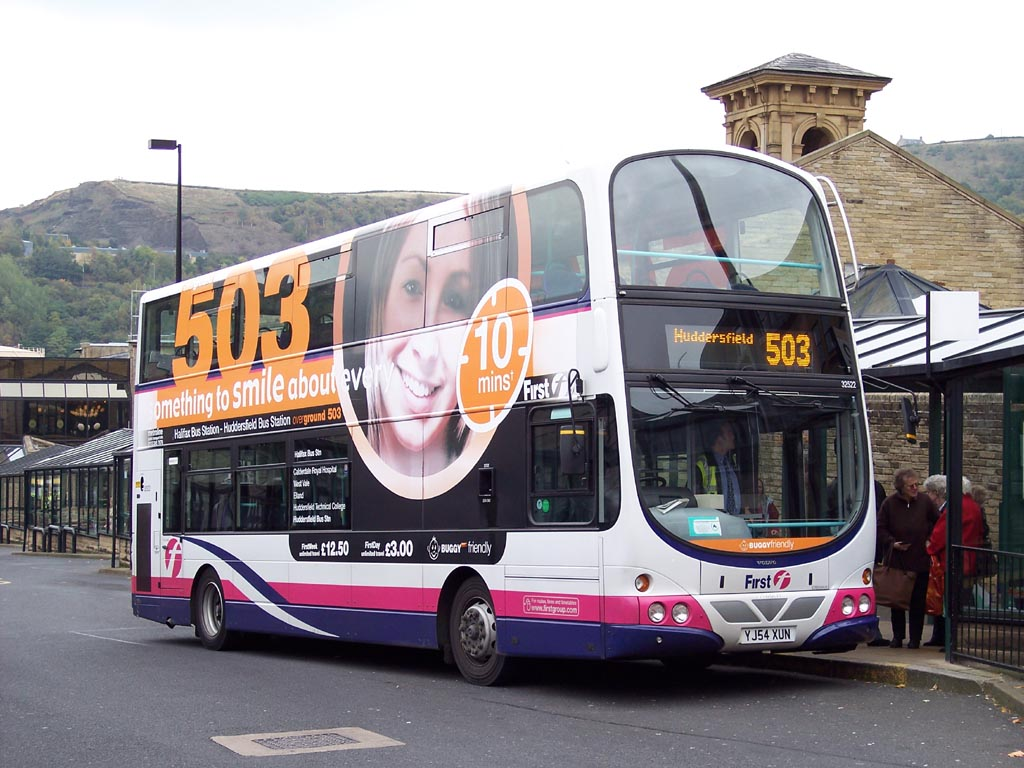
Route Branding auf einem in Unternehmenslackierung gehaltenen First-Bus in Halifax

Die Corporate Identity der FirstGroup ist stark ausgeprägt und die meisten Bezeichnungen der Betriebszweige beginnen mit dem Wort First. Das Unternehmenslogo sowie die Unternehmensfarben weiß, magenta und dunkelblau werden besonders in Großbritannien beinahe durchweg verwendet.
Die im Busverkehr in Großbritannien tätigen Tochterunternehmen sind zwar rechtlich und organisatorisch in einzelne Gesellschaften unterteilt, präsentieren sich gegenüber dem Kunden jedoch im ganzen Land einheitlich als First ohne jegliche weitere Zusätze. Die zum Konzern gehörenden Busunternehmen haben sämtlich ihre ehemaligen Namen mit lokalem Bezug eingebüßt. Seit 1997 wird eine einheitliche Lackierung verwendet, die inzwischen von fast allen Bussen getragen wird. Ausgenommen sind hiervon nur in London eingesetzte Busse, die aufgrund von Vorgaben des Aufgabenträgers Transport for London rot lackiert sind.
Darüber hinaus wird eine Vielzahl von Buslinien in Großbritannien im Rahmen von sogenanntem Route Branding als gesondert gekennzeichnete, teilweise eigenständige Produkte vermarktet. Die dort eingesetzten Busse werden in den meisten Fällen durch farbige Kennzeichnung mittels Folien auf der normalen Lackierung, seltener auch durch eigene Lackierungen gekennzeichnet.